# Малки сладки лъжкини
„Малки сладки лъжкини“ (на английски: Pretty Little Liars) е американски тийн драма, мистерия-трилър сериал, базиран на едноименната книга на Сара Шепърд.
Сериалът е продукция на компаниите „Warner Horizon Television“, „Alloy Entertainment“, „Long Lake Productions“ и „Russian Hill Productions“, а дистрибутор е Warner Bros. Television. Първият епизод е излъчен на 8 юни 2010 г. по канал ABC Family. След излъчването на първите 10 епизода, на 28 юни 2010 г. сериалът се подновява с още 12 епизода, с което е завършен първи сезон. На 14 юни 2011 г. започва излъчването на втори сезон от поредицата. Сериалът е продължен с трети сезон, чиято премиерата е на 29 ноември 2011 г., а първият епизод на четвърти сезон се излъчва на 4 октомври 2012 г. На 26 март 2013 г. започват снимките на пети сезон и е обявен спин-оф сериалът „Рейвънсууд“, който се излъчва през октомври 2013 г. Обявени са шести и седми сезон на хитовата поредица, а през август 2016 г. е потвърдено, че седми сезон ще бъде последен.

## Сюжет
Внимание:  Текстът по-долу разкрива сюжета на произведението (или части от него)!
Действието се развива в малкия град Роузууд, където живеят четирите гимназистки Ария, Хана, Спенсър и Емили. Приятелството им обаче се разпада след смъртта на общата им приятелка Алисън. Една година по-късно очуждените приятелки се събират отново, след като получават заплашителни СМС-и от мистериозен непознат на име „А“. Непознатият ги измъчва и тормози за грешките, които са допуснали, докато Али е била жива. Отначало момичетата мислят, че Алисън стои зад това, но след като откриват нейният труп, те разбират, че някой друг си играе с живота им. Но ако Али не е „А“, кой тогава е мистериозният непознат?

## Епизоди
| Сезон | Подзаглавие | Епизоди | Време на излъчване                                           | Сезонна премиера и рейтинг (в милиони) | Финал на сезона и рейтенг (в милиони) | Среден рейтинг (в милиони) |
| ----- | --- | ------- | ------------------------------------------------------------ | -------------------------------------- | ------------------------------------- | -------------------------- |
| 1     | „Никога не се доверявай на красиво момиче с грозна тайна“ („Never trust a pretty girl with an ugly secret“)                                                | 22      | Вторник, 20:00 ч. САЩ (2010) Понеделник, 20:00 ч. САЩ (2011) | 8 юни 2010 г. (2.47)                   | 21 март 2011 г. (3.64)                | 2.87                       |
| 2     | „Не ставай грозен. Стани дори по-зле“ („Don't get ugly. Get even“)                                                                                         | 25      | Вторник, 20:00 ч. САЩ (2011) Понеделник, 20:00 ч. САЩ (2012) | 14 юни 2011 г. (3.68)                  | 19 март 2012 г. (3.69)                | 2.68                       |
| 3     | „Време е да разкрия твоята „А“ игра“ („Time to bring your A game“)                                                                                         | 24      | Вторник, 20:00 ч. САЩ                                        | 5 юни 2012 г. (2.93)                   | 19 март 2013 г. (2.87)                | 2.59                       |
| 4     | „Съюзът на лъжкините (2013) Нова истина. Нов враг. Нова година (2014)“ („Liars Unite (2013) New truth. New enemy. New year (2014)“)                        | 24      | Вторник, 20:00 ч. САЩ                                        | 11 юни 2013 г. (2.97)                  | 18 март 2014 г. (3.12)                | 2.53                       |
| 5     | „#БезИзхОд“ („#NoEscApe“) | 25      | Вторник, 20:00 ч. САЩ                                        | 10 юни 2014 г. (2.72)                  | 24 март 2015 г. (2.65)                | 2.01                       |
| 6     | „#ЛятоОтОтговори (2015)“ Достатъчно силен ли си, за да запазиш тайните си? („#SummerOfAnswers (2015) Are you strong enough to carry your secrets? (2016)“) | 20      | Вторник, 20:00 ч. САЩ                                        | 2 юни 2015 г. (2.38)                   | 15 март 2016 г. (1.19)                | 1.72                       |
| 7     | „Колко далеч ще стигнат те, за да #СпасятХана? (2016) Лъжкини до края (2017)“ („How far will they go to #SaveHanna? (2016) Liars to the End (2017)“)       | 20      | Вторник, 20:00 ч. САЩ                                        | 21 юни 2016 г. (1.43)                  |                                       |                            |

## Актьорски състав и герои
| Актьор          | Герой              | Сезон      | Сезон      | Сезон      | Сезон      | Сезон  | Сезон      | Сезон  |      |
| Актьор          | Герой              | 1          | 2          | 3          | 4          | 5      | 6          | 7      |      |
| --------------- | ------------------ | ---------- | ---------- | ---------- | ---------- | ------ | ---------- | ------ | ---- |
| Троян Белисарио | Спенсър Хейстингс  | Главна     | Главна     | Главна     | Главна     | Главна | Главна     | Главна |      |
| Ашли Бенсън     | Хана Марин         | Главна     | Главна     | Главна     | Главна     | Главна | Главна     | Главна |      |
| Холи Мари Комбс | Ела Монтгомъри     | Главна     | Главна     | Главна     | Гост       | Гост   | Поддържаща | Гост   | Гост |
| Луси Хейл       | Ариа Монтгомъри    | Главна     | Главна     | Главна     | Главна     | Главна | Главна     | Главна |      |
| Иън Хардинг     | Езра Фитц          | Главна     | Главна     | Главна     | Главна     | Главна | Главна     | Главна |      |
| Бианка Лоусън   | Мая Джърмейн       | Главна     | Главна     | Гост       |            |        |            |        |      |
| Лаура Лейтън    | Ашли Марин         | Главна     | Главна     | Главна     | Главна     | Главна | Главна     | Гост   |      |
| Чад Лоу         | Байрън Монтгомъри  | Главна     | Главна     | Главна     | Гост       | Гост   | Поддържаща | Гост   |      |
| Шей Мичъл       | Емили Фийлдс       | Главна     | Главна     | Главна     | Главна     | Главна | Главна     | Главна |      |
| Ниа Пийпълс     | Пам Фийлдс         | Главна     | Поддържаща | Поддържаща | Поддържаща | Гост   | Поддържаща | Гост   |      |
| Саша Питърс     | Алисън ДиЛорентис  | Главна     | Главна     | Главна     | Главна     | Главна | Главна     | Главна |      |
| Тайлър Блекбърн | Кейлъб Райвърс     | Поддържаща | Поддържаща | Главна     | Главна     | Главна | Главна     | Главна |      |
| Джанел Париш    | Мона Вандеруол     | Поддържаща | Поддържаща | Главна     | Главна     | Главна | Главна     | Главна |      |
| Андреа Паркър   | Мери Дрейк         |            |            |            |            |        | Гост       | Главна |      |
| Андреа Паркър   | Джесика Дилорентис | Гост       | Гост       |            | Поддържаща | Гост   | Гост       | Главна |      |

### Главни роли
- Спенсър Хейстингс (Троян Белисарио) – тя е крайна перфекционистка. Спенсър е много конкурентна личност със силна воля и интелигентност и не се страхува да нападне някого, който заплашва близките ѝ. Има връзка с Тоби Кавана, който се присъединява към полицията в Роузууд с намерението да защитава Спенсър. Уморена от това да бъде жертва, тя става фалшив член на „А“ отбора, след като си мисли, че Тоби е мъртъв. По-късно разбира, че той е все още жив и единственият начин да бъде с него е да бъде част от отбора. След петте години скок, излиза за кратко с Кейлъб Ривърс и живее във Вашингтон. Озвучава я Ева Демирева.

- Ария Монтгомъри (Луси Хейл) – счита се за артистичното момиче в групата; тя е много интелигентна и с добро чувство за стил. Преди е носила пънкарски дрехи и е имала розови кичури. След като Алисън изчезва, Ария и семейството ѝ се местят за 1 година в Исландия, а след това се връщат в Роузууд. Ария има връзка с учителя си по английски език Езра Фитц, но те решават да прекратят връзката си, докато Ария не отиде в колеж. След петте години скок, Ария има връзка с колегата си Лиам, но се разделят и тя отново започва връзката си с Езра. След това той ѝ предлага брак и се сгодяват. Озвучава я Мина Костова.

- Хана Марин (Ашли Бенсън) – тя е била с наднормено тегло с прякора „дебелата Хана“. След изчезването на Алисън, тя отслабва и променя стила си, който прилича на този на Алисън, с помощта на новата си най-добра приятелка – Мона. Хана е загрижена за хората около нея и се опитва да защити близките си. Тя излиза с Кейлъб Ривърс. След 5-те години скок, Хана е сгодена за Джордан и работи в дизайнерската индустрия, но е принудена да се върне в Роузууд, след което отново започва връзката си с Кейлъб. Озвучава я Ралица Ковачева-Бежан.

- Емили Фийлдс (Шей Мичъл) – „атлетът“ в групата. Тя е най-добрата плувкиня в отбора; много сладка и лоялна. Емили е срамежлива и си пада по момичета. Тя признава на родителите си за връзката си с нейната приятелка Мая. След убийството на Мая, Емили има връзка с нейната съотборничка Пейдж. След петте години скок, Емили е изритана от колежа и след смъртта на баща си се връща в Роузууд. Сега работи в гимназия Роузууд като треньор по плуване. Озвучава я Мина Костова.

- Алисън Дилорентис (Саша Питърс) – най-популярното момиче в училище преди изчезването ѝ. Обича да използва най-дълбоко скритите тайни на хората срещу тях. Чаровна и манипулативна, Алисън манипулира нейните четири приятелки по един или друг начин и винаги намира начин да изнудва другите. Става ясно, че Алисън е жива и бяга от „А“, докато четирите ѝ приятелки я търсят. Тя се жени за Елиът Ролинс, който е бил психоаналитик на сестра ѝ Шарлот. Алисън разбира, че той не е този, за когото се представя и с помощта на приятелките си го убива, преди той да е убил тях. Алисън е учителка по английски в гимназия Роузууд и има връзка с Емили Фийлдс. Озвучава я Ралица Ковачева-Бежан.

- Мона Вандеруол (Джанел Париш) – тя е оригиналния, първи „А“. Тя е човекът, който накара Алисън да изчезне, защото я е наричала „най-голямата загубенячка в Роузууд“. След изчезването на Алисън се сближава с Хана и стават най-полулярните момичета в училище, заемайки мястото на Алисън. Разкрито е, че тя е „А“, след което е изпратена в клиника „Радли“, където е посещавана от Сиси Дрейк (Шарлот Дилорентис), която взима ролята на „А“. По-късно Мона е изритана от отбора на „А“ и се превръща в жертва като другите, като им помага в разследването. В пети сезон събира армия срещу завръщането на Алисън. По-късно инсценира собствената си смърт, но бива отвлечена от „А“ и изпратена в къщата за кукли на „А“. След 5-те години скок, Мона работи за майката на Спенсър. Озвучава я Мина Костова.

### Поддържащи роли
- Езра Фитц (Иън Хардинг) – учител по английски език в гимназия „Холис“; има връзка с Ария, която е и негова ученичка. Озвучен е от Момчил Степанов.
- Кейлъб Ривърс (Тайлър Блекбърн) – телефонен хакер, сравнително нов в Роузууд; има връзка с Хана. Озвучен е от Мартин Герасков.
- Тоби Кавана (Кийгън Алън) – доведен брат на Джена Маршал; има връзка със Спенсър. Става полицай. Озвучен е от Момчил Степанов.
- Мелиса Хейстингс (Тори Девито) – сестра на Спенсър. Тя е перфекционист и любимата дъщеря в семейството. Винаги е била конкуренция на Спенсър. Озвучена е от Мина Костова.
- Лукас Гатсман (Брендан Робинсън) – един от непопулярните ученици в училище; приятел с Хана; унижаван е от Алисън.
- Ела Монтгомъри (Холи Мери Комбс) – майка на Ария; учителка в гимназия „Роузууд“. Озвучена е от Ева Демирева.
- Байрън Монтгомъри (Чад Лоу) – баща на Ария и преподавател в колежа „Холис“; имал е връзка с негова студентка. Озвучен е от Момчил Степанов.
- Майк Монтгомъри (Коди Крисчън) – по-малък брат на Ария; има връзка с Мона. Озвучен е от Мартин Герасков.
- Вероника Хейстингс (Лесли Фера) – майка на Спенър и Мелиса, адвокат. Озвучена е от Мина Костова.
- Питър Хейстингс (Нолан Норт) – баща на Спенсър и Мелиса, адвокат. Озвучен е от Мартин Герасков.
- Ашли Марин (Лаура Лийтън) – майка на Хана; работи в банка; има връзка с полицай Уилдън. Озвучена е от Ева Демирева.
- Пам Фийлдс (Ниа Пийплес) – майка на Емили. Озвучена е от Ралица Ковачева Бежан.
- Уейн Фийлдс (Ерик Стейнбърк) – баща на Емили; офицер в армията.
- Джесика ДиЛорентис (Ан Мари ДеЛуис
Андреа Паркър) – майка на Алисън и Джейсън.
- Джейсън ДиЛорентис (Паркър Бегли
Дрю Ван Акър) – брат на Алисън.
- Кенет ДиЛорентис (Джим Абел) – баща на Алисън и Джейсън.
- Мая Сейнт Джърмейн (Бианка Лоусън) – ново момиче в квартала; има връзка с Емили. Озвучена е от Ралица Ковачева Бежан.
- Пейдж Маккълърс (Линдзи Шоу) – състезателка по плуване; има връзка с Емили.
- Ноел Кан (Брент Дъгхерти) – приятел на Майк; има кратка връзка с Ария.
- Дарън Уилдън (Брайс Джонсън) – детектив, разследващ убийството на Алисън. Озвучен е от Момчил Степанов.
- Гарет Рейнолдс (Яни Джелман) – полицай, който разследва убийството на Алисън.
- Том Марин (Роарк Критчлоу) – баща на Хана; има друга съпруга. Озвучен е от Мартин Герасков.
- Кейт Рандал (Натали Хол) – доведена сестра на Хана. Озвучена е от Мина Костова.
- Джена Маршал (Тамин Сърсок) – доведена сестра на Тоби; ослепява по вина на Алисън. Озвучена е от Ралица Ковачева Бежан.
- Иън Томас (Раян Мериман) – годеник на Мелиса; имал е кратка връзка с Алисън.
- Андрю Кембъл (Брендън Джоунс) – приятел на Спенсър от училищния отбор по декатлон.
- Рен Кингстън (Джулиан Морис) – годеник на Мелиса, но с времето започва да харесва Спенсър. Озвучен е от Мартин Герасков.
- Тед Уилсън (Едуард Кер) – свещеник в църквата; има връзка с Ашли Марин.
- Шон Акард (Чък Хътингър) – има кратка връзка с Хана. Озвучен е от Момчил Степанов.
- Травис Хобс (Люк Клайнтанк) – има кратка връзка с Хана.
- Сиси Дрейк/Шарлът Дилорентис (Ванеса Рей) – приятелка от детството на Алисън.
- Мери Дрейк (Андреа Паркър) – сестра на Джесика ДиЛорентис.
- Елиът Ролинс/Арчър Дънхил – психиатър на Алисън; има връзка с нея.
- Холдън Страус (Шейн Кофи) – приятел от детството на Ариа.
- Линда Танър (Рома Мафя) – детектив, разследващ смъртта на Дарън Уилдън.
- Джейк (Раян Гузман) – инструктор по бокс; има кратка връзка с Ариа.
- Мередит Соренсън (Аманда Шул) – студентка на Байрън Монтгомъри, с когото има кратка връзка. Озвучена е от Ралица Ковачева Бежан.
- Джаки Молина (Палома Гузман) – бивша приятелка на Езра.
- Маги Кътлър (Лариса Олейник) – бивша приятелка на Езра, от когото има дете.
- Даян Фитцджералд (Мери Пейдж Келър) – майка на Езра.
- Сара Харви (Дри Дейвис) – изчезнало момиче по време на смъртта на Алисън.
- Шана Фринг (Ариел Миранда) – приятелка на Алисън.
- Линдън Джеймс/Нейт Сейнт Джърмейн (Стърлинг Сюлейман) – убива Мая.
- Самара Кук (Клеър Холт) – има кратка връзка с Емили.
- Талия Сандовал (Миранда Ро Майо) – готвачка в ресторанта на Езра; има кратка връзка с Емили.
- Сабрина (Лулу Бруд) – мениджър на ресторанта на Езра; има кратка връзка с Емили.
- Сидни Дрискъл (Клоуи Бриджис) – състезателка от отбора по плуване; приятелка на Емили.
- Зак (Стийв Толи) – има връзка с Ела Монтгомъри.
- Джордън Хобърт (Дейвид Каусинс) – годеник на Хана.
- Лиъм Грийн (Роберто Агуаяр) – годеник на Ариа.
- Ани Съливан (Анабет Гиш) – психиатър на момичетата.
- Еди Ламб (Реджи Остин) – санитар в „Радли“.
- Марко Фюри (Никълъс Гонзалес) – полицай в Роузууд.
- Ивон Филипс (Кара Ройстър) – годеница на Тоби.

## „Малки сладки лъжкини“ в други страни
| Държава                   | Канал                                                           |
| ------------------------- | --------------------------------------------------------------- |
| Албания                   | Digi Plus                                                       |
| Лига на арабските държави | MBC 4                                                           |
| Аржентина                 | Boomerang (1 – 3 сезон) Glitz* (сезон 2 – 5)                    |
| Австралия                 | Fox8                                                            |
| Белгия                    | VIJF                                                            |
| Бразилия                  | Boomerang (1 – 3 сезон) Glitz* (сезон 2 – ) SBT                 |
| България                  | BTV (сезон 1 – 2) BTV Lady (сезон 1 – 5) Fox Life (сезон 1 – 6) |
| Канада                    | Much Music (1 – 3 сезон) M3 (сезон 4 – )                        |
| Чили                      | Boomerang (1 – 3 сезон) Glitz* (сезон 2-)                       |
| Колумбия                  | Boomerang (1 – 3 сезон) Glitz* (сезон 2-) CityTv                |
| Коста Рика                | Boomerang (1 – 3 сезон) Glitz* (сезон 2-)                       |
| Хърватия                  | Doma TV                                                         |
| Чехия                     | Prima Love                                                      |
| Дания                     | Channel 4 7'eren                                                |
| Еквадор                   | Boomerang (1 – 3 сезон) Glitz* (сезон 2-)                       |
| Салвадор                  | TCS Canal 2                                                     |
| Естония                   | Kanal 2                                                         |
| Финландия                 | Sub                                                             |
| Франция                   | OCS Max                                                         |
| Грузия                    | Music Box Tbilisi                                               |
| Германия                  | Glitz*                                                          |
| Гърция                    | Star Channel                                                    |
| Унгария                   | RTLII                                                           |
| Исландия                  | Stöð 2                                                          |
| Индия                     | Zee Cafe                                                        |
| Ирландия                  | MTV                                                             |
| Израел                    | HOT 3                                                           |
| Италия                    | Mya Italia 1                                                    |
| Ямайка                    | ABC Boomerang                                                   |
| Латвия                    | LNT                                                             |
| Литва                     | TV 1                                                            |
| Малайзия                  | WarnerTV HD 8TV                                                 |
| Мексико                   | Boomerang (1 – 3 сезон) Glitz* (сезон 2-)                       |
| Нова Зеландия             | TV 2                                                            |
| Норвегия                  | FEM                                                             |
| Перу                      | Boomerang (1 – 3 сезон) and Glitz* (сезон 2-)                   |
| Филипини                  | ETC                                                             |
| Полша                     | AXN AXN Spin HD                                                 |
| Португалия                | AXN White                                                       |
| Румъния                   | PRO Cinema                                                      |
| Русия                     | MTV Russia                                                      |
| Словакия                  | PRO Markiza                                                     |
| Словения                  | PRO BRIO                                                        |
| Република Южна Африка     | MNET Series                                                     |
| Южна Корея                | OnStyle                                                         |
| Испания                   | MTV Spain AXN White                                             |
| Швеция                    | TV 3                                                            |
| Турция                    | Fox Life                                                        |
| Украйна                   | Novyi Kanal                                                     |
| Великобритания            | Viva след средата на сезона по MTV (и финал на 2 сезон)         |

## „Малки сладки лъжкини“ в България
В България сериалът започва на 2 юли 2012 г. по bTV и се излъчва всеки делник от 10:00, с повторение от 01:00. Първи сезон завършва на 30 юли. На 31 юли започва втори сезон със същото разписание. На 31 август последните два епизода от втори сезон са излъчени заедно от 10:00 до 12:00.
На 18 септември 2012 г. започва излъчване на първи сезон по bTV Lady, всеки делник от 22:00 с повторение от 13:00 и завършва на 17 октомври. Втори сезон започва на 18 октомври и завършва на 21 ноември. На 28 юли 2013 г. се повтаря първи сезон всяка събота и неделя от 18:00 по два епизода с повторение от 00:00 и завършва на 1 септември. На 6 ноември започва отново първи сезон всеки делник от 23:00, с повторение от 16:00 и завършва на 6 декември. На 6 декември започва повторение на втори сезон. От 14 декември втори сезон също се излъчва и всяка събота и неделя от 22:00 по два епизода с повторение в неделя от 16:00. Втори сезон завършва на 19 януари 2014 г. На 25 януари започва трети сезон и завършва на 2 март. На 19 март 2015 г. започва повторение на втори сезон всеки делник от 21:00 с повторение в 14:00 и завършва на 22 април. На 23 април започва трети сезон с разписание всеки делник от 21:00 с повторение от 14:00, като от 15 май вече се излъчва всеки делник от 20:30. Трети сезон завършва на 26 май. На 27 май започва премиерно четвърти сезон с разписание всеки делник от 20:30 с повторение от 14:30 и завършва на 30 юни. На 11 август започва отново трети сезон с разписание всеки делник от 18:30 и завършва на 11 септември. На 4 януари 2016 г. започва отново трети сезон с разписание всеки делник от 19:30 и завършва на 4 февруари. На 5 февруари започва отново четвърти сезон и завършва на 10 март. На 11 март започва премиерно пети сезон с разписание всеки делник от 19:30 с повторение от 01:00 и завършва на 14 април. На 1 юни започва трети сезон с разписание всеки делник от 18:30 и свършва на 4 юли. На 5 юли започва четвърти сезон и завършва на 8 август. На 9 август започва пети сезон и завършва на 12 септември. На 23 декември започва трети сезон с разписание всеки делник от 00:50 и свършва на 25 януари 2017 г. На 26 януари започва четвърти сезон и свършва на 28 февруари. На 1 март 2017 г. започва пети сезон и свършва на 4 април.
На 6 август 2015 г. започва повторно излъчва на първи сезон по Фокс Лайф, всеки делник от 18:20 с повторение от 10:00. Първи сезон завършва на 4 септември. На 7 септември започва втори сезон, всеки делник от 18:20 с повторение от 10:00 и завършва на 9 октомври. На 2 март 2016 г. започва отново първи сезон с разписание всеки делник от 20:00 с повторение от 03:00 и завършва на 31 март. На 1 април започва отново втори сезон с разписание всеки делник от 20:00 с повторение от 03:00. На 7 октомври започва първи сезон с разписание всеки делник от 23:55 с повторение от 04:30 и свършва на 15 ноември. На 16 ноември започва отново втори сезон и свършва на 19 декември. На 8 април 2017 г. започва отново сезон 1 с разписание всяка събота и неделя от 23:50 по три епизода и свършва на 30 април. На 30 април започва втори сезон и свършва на 28 май. На 28 май започва трети сезон и свършва на 25 юни. На 14 април започва трети сезон с разписание всеки делник от 22:55 и повторение от 15:15 и свършва на 15 май. На 16 май започва четвърти сезон и свършва на 16 юни. На 27 юни започва пети сезон и свършва на 21 юли. На 27 декември започва трети сезон с разписание всеки делник от 23:55 с повторение от 10:30 и свършва на 29 януари 2018 г. На 30 януари започва четвърти сезон и свършва на 5 март. На 6 март започва пети сезон и свършва на 9 април. На 4 август започва трети сезон с разписание всяка събота и неделя от 19:00 по два епизода и свършва на 15 септември. На 15 септември започва четвърти сезон и свършва на 27 октомври. На 28 октомври започва пети сезон и свършва на 9 декември. На 9 декември по Фокс Лайф започва шести сезон премиерно за България. На 4 февруари 2019 г. започване повторение на трети сезон по Фокс Лайф всеки делничен ден от 20:00 с повторение от 07:45, но епизодите след 18-ти не са излъчени. На 5, 6 и 13 февруари са излъчени два епизода вместо един. На 22 септември започва четвърти сезон с разписание всяка събота и неделя по два епизода от 05:50, с повторение от 23:50 и свършва на 27 октомври, като последните 3 епизода не са излъчени. На 2 ноември започва пети сезон и завършва на 8 декември. На 14 декември започва шести сезон и завършва на 12 януари 2020 г. На 27 септември 2021 г. започва повторение на шести сезон с разписание всяка неделя и понеделник от 02:30 по два епизода и завършва на 31 октомври.
До пети сезон дублажът е на bTV, а в шести е на студио Доли. Ролите се озвучават от артистите Ева Демирева, Ралица Ковачева-Бежан, Мина Костова, Мартин Герасков и Момчил Степанов. Преводът е на Мариана Димитрова и Силвина Димитрова.